# فيروس الفواصد
فيروس الفواصد هو أحد أجناس عائلة الفيروسات البانيوية، تضم حاليا أكثر من 70 نمط مصلي متميز مستضديا ولم يتم دراسة سوى عدد قليل منها.